# Institut Català d'Oncologia
L'Institut Català d'Oncologia (ICO) és un centre i empresa pública d'atenció oncològica creat el 1995.
L'ICO, depenent del Departament de Salut de la Generalitat de Catalunya, inicià el seu funcionament a l'any seguent de la seva creació a les instal·lacions de l'Hospital Duran i Reynals de l'Hospitalet de Llobregat, que és la seva seu central. A més l'ICO disposa d'altres centres, l'ICO de l'Hospital Universitari de Girona Doctor Josep Trueta inaugurat el 2002, l'ICO Badalona, a l'Hospital Universitari Germans Trias i Pujol inaugurat el 2003, i l'ICO Camp de Tarragona i Terres de l'Ebre a l'Hospital Joan XXIII de Tarragona i a la Residència Sanitària Verge de la Cinta de Tortosa inaugurats el 2014. L'ICO s'ha convertit en un referent en oncologia radioteràpica, psicooncologia, detecció precoç del càncer, tumors de baixa freqüència, consell genètic en càncer i trasplantaments de precursors hematopoètics. L'Institut Català d'Oncologia ha acabat tenint una de les millors taxes de supervivència al càncer del món. Els 54% dels homes i el 62% de les dones ateses per aquest centre públic es curen a cinc anys vista.
L'abril de 2022 Ramon Salazar i Soler fou nomenat director general de l'Institut Català d'Oncologia.